# ИС (космический аппарат)
ИС (Истребитель спутников) — серия советских спутников-перехватчиков. Идея комплекса предложена В. Н. Челомеем. Комплекс был принят на вооружение в 1978 году и стоял на боевом дежурстве до 1993 года. ИС запускался на орбиту ракетой-носителем «Циклон-2», обеспечивал перехват цели уже на втором или последующих витках и поражал вражеский космический аппарат (КА) направленным взрывом с потоком поражающих элементов.

## Разработка
Создание системы противокосмической обороны, получившей название «ИС» (истребитель спутников), в СССР началось в 1960 году. Были определены основные исполнители. Головная организация по системе в целом – ОКБ-52, главный конструктор В. Н. Челомей. В 1965 году головной организацией по системе «ИС» было определено КБ-1, главный конструктор А. И. Савин, с 1979 года главным конструктором стал К. А. Власко-Власов, а с 1983 года – Л. С. Легезо.
Прототипами КА ИС были маневрирующие спутники «Полёт-1» (первый маневрирующий) и «Полёт-2». «Полет-1» был запущен 1 ноября 1963 года в СССР с полигона Тюра-Там (Байконур), «Полёт-2» стартовал 12 апреля 1964 года. В качестве ракеты-носителя использовался двухступенчатый вариант ракеты Р-7А (8А92). Спутники были созданы в ОКБ-52 под руководством В. Н. Челомея. КА типа «Полёт» имел массу 1959 кг и состоял из цилиндрического приборного отсека и двигательной части, в которой четыре сферических бака с топливом окружали маршевый двигатель. Аппараты «Полёт» оборудовались двигательной установкой многоразового включения, состоящей из шести двигателей тягой по 400 кгс для выдачи импульсов в продольном и четырёх поперечных направлениях, а также ЖРД жёсткой и мягкой стабилизации тягой по 16 и 1 кгс соответственно. В приборной части находилась боевая часть со шрапнелью, взрыватели на штангах были выведены далеко за приборный отсек.
В октябре 1964 года, после смещения со своего поста Н. С. Хрущёва, поддерживавшего В. Н. Челомея, работы по программе «ИС» были переданы в ОКБ-1 С. П. Королёва. Спутник остался практически в том виде, как это разрабатывалось вначале, но в качестве ракеты-носителя было принято решение использовать межконтинентальную баллистическую ракету Р-36 конструкции М. К. Янгеля (после доработки эта ракета-носитель получила наименование «Циклон»). Из-за задержек, связанных с передачей документации из одного КБ в другое, начавшиеся в 1963 году испытания были прекращены и возобновились лишь в 1967.

## Перехват
Перехват мог выполняться в одновитковом варианте: в этом случае ИС сам выходил на цель и самостоятельно проводил её уничтожение, не связываясь с Землей и не корректируя программу управления. Такая схема перехвата более быстрая, но и вероятность уничтожения цели ниже. В двухвитковом варианте через виток после старта на борт передавалась программа коррекции полета, что уменьшало ошибки выведения перехватчика в зону поражения.
Для обнаружения спутников и вычисления их орбит использовались циклопические радиолокаторы, сооруженные под Иркутском и Балхашом. Информация передавалась на пункт управления комплекса под Ногинском, в Подмосковье. По полученным параметрам орбиты цели рассчитывались данные для пуска, которые передавались на стартовую позицию на Байконуре.

### Испытания
16 февраля 1976 года в 08:29 МСК с помощью РН «Циклон-2» был запущен первый(?) КА ИС (Космос-804). Им был совершён неразрушающий перехват спутника Космос-803 прежде, чем он был уведён с орбиты. Прекратил существование 16 февраля 1976.
Второй КА ИС Космос-814, запущенный 13 апреля 1976 в 17:16 МСК, повторил неразрушающий перехват спутника Космос-803.
21 июля 1976 года в 15:14 МСК третий КА ИС Космос-843 перехватил и разрушил Космос-839.

## Тактико-технические характеристики
- Масса — около 2000 кг[6]